# نان مشت
نان مشت، یک شیرینی سنتی در استان فارس به ویژه شهر جهرم است یک نوع شیرینی است که خمیر آن با آرد و خرما و ادویه‌های مخصوص مثل زنجبیل، پودر هل، زعفران، … تهیه می‌شود. این ماده اولیه را می‌توان به صورت نان پخت یا در روغن سرخ کرد. طرز تهیه نان مشت با سایر نان‌ها تفاوت دارد. این نان مقوی و شیرین است که هم برای صبحانه وهم برای عصرانه مورد استفاده قرار می‌گیرد. یک نان محلی که در تمام شهرستان‌های استان فارس خصوصاً شهر شیراز آن را آماده می‌کنند. نان مشت شیراز تقریباً با سایر نان‌های تهیه شده در دیگر شهرستان‌های این استان شباهت دارد. تنها تفاوت این نان با سایرین می‌تواند در استفاده از خرما یا شیره خرما باشد که جایگزین خرما می‌شود.